# Hartmut Kliemt
Hartmut Kliemt (* 26. November 1949 in Mönchen-Gladbach) ist ein deutscher Philosoph, Wirtschaftswissenschaftler und Hochschullehrer.

## Leben und Wirken
Kliemt studierte nach seinem Abitur 1968 an den Universitäten Regensburg und Göttingen Philosophie, Soziologie und Mathematik. Nach der philosophischen Zwischenprüfung 1969 in Göttingen wechselte er an die Universität Frankfurt am Main, wo er seine Studien fortsetzte, das Mathematikstudium aber zugunsten eines Studiums der Wirtschaftswissenschaften aufgab. Letzteres schloss er 1974 als Diplom-Kaufmann ab. Anschließend trat Kliemt eine Stelle als wissenschaftlicher Mitarbeiter an einem wirtschaftswissenschaftlichen Lehrstuhl an der Universität Dortmund an, 1976 wechselte er auf eine Stelle an einem Lehrstuhl für Rechts- und Sozialphilosophie an die Universität Mainz. In Frankfurt wurde er 1977 mit der rechtsphilosophischen Schrift „Untersuchungen über die Begründbarkeit staatsphilosophischer Legitimitätskriterien“ zum Dr. phil. promoviert. 1983 habilitierte Kliemt sich in Frankfurt mit der später auch ins Spanische übersetzten Schrift „Moralische Institutionen“ für das Fach Philosophie.
In der Folge vertrat Kliemt Lehrstühle an den Universitäten München und Frankfurt am Main. 1988 wurde er auf den ordentlichen Lehrstuhl für Praktische Philosophie an der Universität Duisburg-Essen berufen. 2006 wechselte er auf den Lehrstuhl für Philosophie und Ökonomik an der Frankfurt School of Finance & Management. Bis 2016 hatte er diesen Lehrstuhl inne und betreute den Studiengang Management, Philosophy and Economics. Seit 2015 ist er als Emeritus wieder an der Universität Duisburg-Essen tätig, seit 2017 ist er Gastprofessor für Verhaltensökonomik an der Universität Gießen.
Kliemt richtet seine Forschung und Lehre weitestgehend am englischen Modell des Philosopher Economist aus, sodass seine Forschungsschwerpunkte insbesondere in den Schnittpunkten zwischen politischer Philosophie und Wirtschaftswissenschaften liegen. Dabei konzentriert er sich vor allem auf die Themen Gesundheitsethik und -ökonomik, Methodologie der praktischen Wissenschaften Medizin, Betriebswirtschaftslehre und Rechtswissenschaften und Constitutional Political Economics.

## Schriften (Auswahl)
- Untersuchungen über die Begründbarkeit staatsphilosophischer Legitimitätskriterien. Universitätsverlag, Frankfurt am Main 1977 (Dissertation).
- Zustimmungstheorien der Staatsrechtfertigung. Alber, Freiburg im Breisgau 1980, ISBN 978-3-495-47425-9.
- Moralische Institutionen. Alber, Freiburg im Breisgau 1985, ISBN 978-3-495-47566-9 (Habilitationsschrift).
- Grundzüge der Wissenschaftstheorie: Eine Einführung für Mediziner und Pharmazeuten. Gustav Fischer, Stuttgart 1986, ISBN 978-3-437-11098-6.
- Antagonistische Kooperation: Elementare spieltheoretische Modelle spontaner Ordnungsentstehung. Alber, Freiburg im Breisgau 1986, ISBN 978-3-495-47565-2.
- Solidarität in Freiheit. Alber, Freiburg im Breisgau 1995, ISBN 978-3-495-47808-0 (Aufsatzsammlung).
- Utopien internationalen Rechts : zur Moralität und Realität westlicher Machtausübung. Comdok GmbH, Berlin 2005.
- mit Werner Güth: Vertrauen und Unternehmen. Max-Planck-Institut, Jena 2006.
- mit Susanne Hahn: Wirtschaft ohne Ethik? Eine ökonomisch-philosophische Analyse. Reclam, Stuttgart 2017, ISBN 978-3-15-011091-1.